# David Ivanovič Grimm
David Ivanovič Grimm (in russo Дави́д Ива́нович Гримм?; San Pietroburgo, 22 marzo 1823 – San Pietroburgo, 9 novembre 1898) è stato un architetto e storico dell'arte russo.
Fu architetto imperiale, insegnante e storico dell'arte dell'Impero bizantino, della Georgia e dell'Armenia. Grimm appartiene alla seconda generazione degli architetti neobizantini russi.  e fu autore delle cattedrali ortodosse di Tbilisi, Cherson e di altre chiese minori in Russia e in Europa occidentale. Grimm fu a lungo professore all'Accademia imperiale di belle arti e ne diresse il dipartimento di architettura dal 1887 al 1892.

## Biografia
David Grimm nacque in una famiglia luterana di etnia tedesca e frequentò la scuola tedesca di San Pietro a San Pietroburgo. Frequentò le lezioni di Aleksandr Pavlovič Brjullov all'Accademia imperiale di belle arti dal 1841 al 1848. La sua laurea con lode gli fruttò un tour a spese dell'Accademia in Italia e in Francia, che fu cancellato per lo scoppio delle rivoluzioni del 1848 in Europa. Anziché attendere la fine delle ostilità, Grimm scelse di effettuare un viaggio di studio nel Caucaso (1849–1850), che lo mise in contatto con la ricchezza dell'architettura locale in Georgia e Armenia. Dal 1852 al 1855 Grimm viaggiò in Asia Minore, Italia e Grecia, per studiare le vestigia dell'arte bizantina. Questi studi furono raccolti nell'opera in 12 volumi Monumenti dell'architettura bizantina in Georgia e in Armenia (1859–1856) e in opere successive. Grimm divenne professore dell'Istituto di ingegneria civile di San Pietroburgo nel 1856 e dell'Accademia imperiale di belle arti nel 1859.
Nel 1858 la zarina Marija Aleksandrovna gli commissionò Grimm il progetto della cattedrale di Cherson, sul sito del chiesa greca dove nel 988 era stato battezzato Vladimir I di Kiev. La costruzione della cattedrale ebbe inizio prima della Guerra di Crimea su progetto di Konstantin Andreevič Thon; dopo la guerra però il suo progetto fu accantonato e i lavori ripartirono dalle fondamenta. La scelta di Marija Aleksandrovna fu influenzata da un altro bizantinista, Grigorij Grigor'evič Gagarin. Il progetto di Grimm fu approvato nel giugno del 1859 e presentato al pubblico nell'anno seguente. A differenza degli architetti neobizantini suoi contemporanei, Grimm basò il suo progetto sui modelli georgiani, adottando superfici poligonali al posto di cilindri e cupole bizantini. La costruzione fu incominciata nel 1861 e, nonostante il sostegno degli zar, procedette a rilento: la struttura fu completata nel 1876 e gli interni nel 1897. La cattedrale di Cherson rimase il solo esempio di architettura georgiana nel revivalismo neobizantino fino a quando apparvero nuovi edifici prima della Prima guerra mondiale.
L'altra importante commissione degli zar fu la cappella bizantina di Nizza, in memoria del cesarevič Nikolaj Aleksandrovič, che era morto nella città sulla Costa Azzurra nel 1865, e fu portata a termine in meno di due anni, fra il 1866 e il 1868. Nei successivi vent'anni, Grimm fu autore di numerose chiese ortodosse all'estero, come la cattedrale russa di Ginevra, la chiesa di Sant'Aleksandr Nevskij a Copenaghen e la chiesa di Maria Maddalena a Gerusalemme; secondo le preferenze della committenza statale, le chiese seguivano i dettami dell'Architettura neorussa, prendendo a modello temi dell'architettura di Jaroslavl' del XVII secolo.
Nel 1865 Grimm e Robert Andreevič Gëdike presero parte congiuntamente al concorso per il progetto della Cattedrale Aleksandr Nevskij, che però fu vinto Viktor Aleksandrovič Šrëter e Andrej Leont'evič Gun. Se fosse stata realizzato, il progetto di Šrëter e Gun sarebbe divenuto il più grande edificio neobizantino dell'epoca. Il committente, il viceré del Caucaso granduca Michail Nikolaevič, bocciò il progetto perché troppo costoso; sostenne invece il progetto di Grimm e Gëdike, richiedendo però agli architetti di limitare le dimensioni della chiesa per ridurre i costi. L'edificio fu portato a termine tra il 1871 e il 1897 seguendo un modello russo di cupola centrale con quattro absidi simmetriche  creato da Roman Ivanovič Kuz'min nel 1861, modello a cui Grimm modificò le proporzioni per ottenere un edificio più alto e slanciato. Il progetto di Grimm, reso pubblico negli anni 1860, aprì la strada a diverse varianti basata sulla pianta a singola cupola centrale e fu perfezionato da Vasilij Kosjakov negli anni 1880.
L'ultimo progetto di Grimm, il Mausoleo dei granduchi nella Fortezza di Pietro e Paolo, rimase solo sulla carta: dopo la morte di Grimm, il progetto fu ripreso da Antonij Osipovič Tomiško, che morì poco dopo, e il mausoleo fu infine riprogettato e costruito da Leontij Nikolaevič Benua in stile neobarocco.
David Grimm fu sepolto al cimitero luterano di Smolenskoe a San Pietroburgo. Suo figlio, German Davidovič  (1865–1942), fu anch'egli un valente architetto; il nipote German Germanovič  (1904–1959) fu docente e storico dell'arte.

## Opere
- Cattedrale di Cherson (progetto 1858-1859, terminata nel 1897)
- Mausoleo dei granduchi nella Fortezza di Pietro e Paolo
- Chiesa di Sant'Olga nella residenza granducale di Michajlovka a Strel'na (1861–1863)
- Completamente della Chiesa riformata di San Pietroburgo (su progetto di Harald Julius von Bosse, 1862, terminata nel 1865)
- Cappella in memoria di Nikolaj Aleksandrovič, Nizza (progetto 1866, terminata nel 1868)
- Cattedrale Aleksandr Nevskij, Tbilisi (progetto 1865-1870, terminata nel 1897)
- Argine sulla Mojka, 42 (San Pietroburgo), 1867–1870
- Chiesa della Protezione a Gatčina, terminata nel 1883
- Chiesa di Sant'Aleksandr Nevskij, Copenaghen (terminata nel 1883 da Albert Nielsen)

## Galleria d'immagini

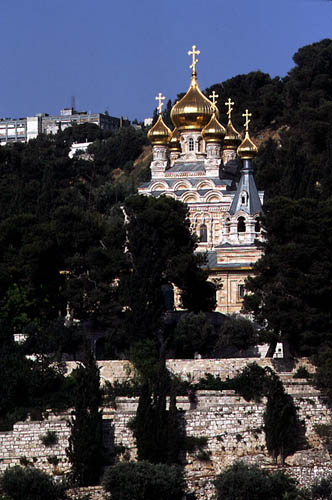
Chiesa di Maria Maddalena, Gerusalemme
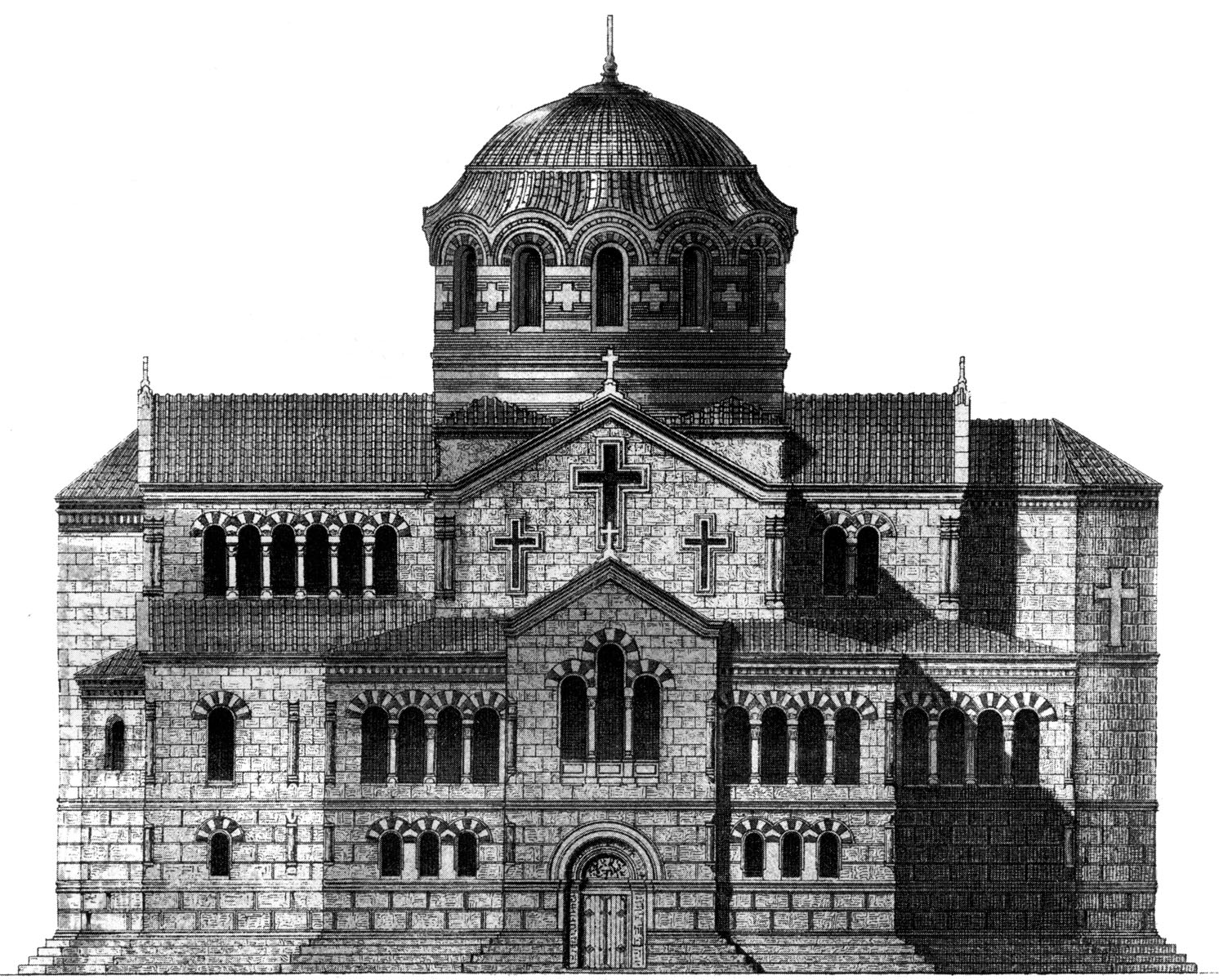
Cattedrale di Cherson, progetto
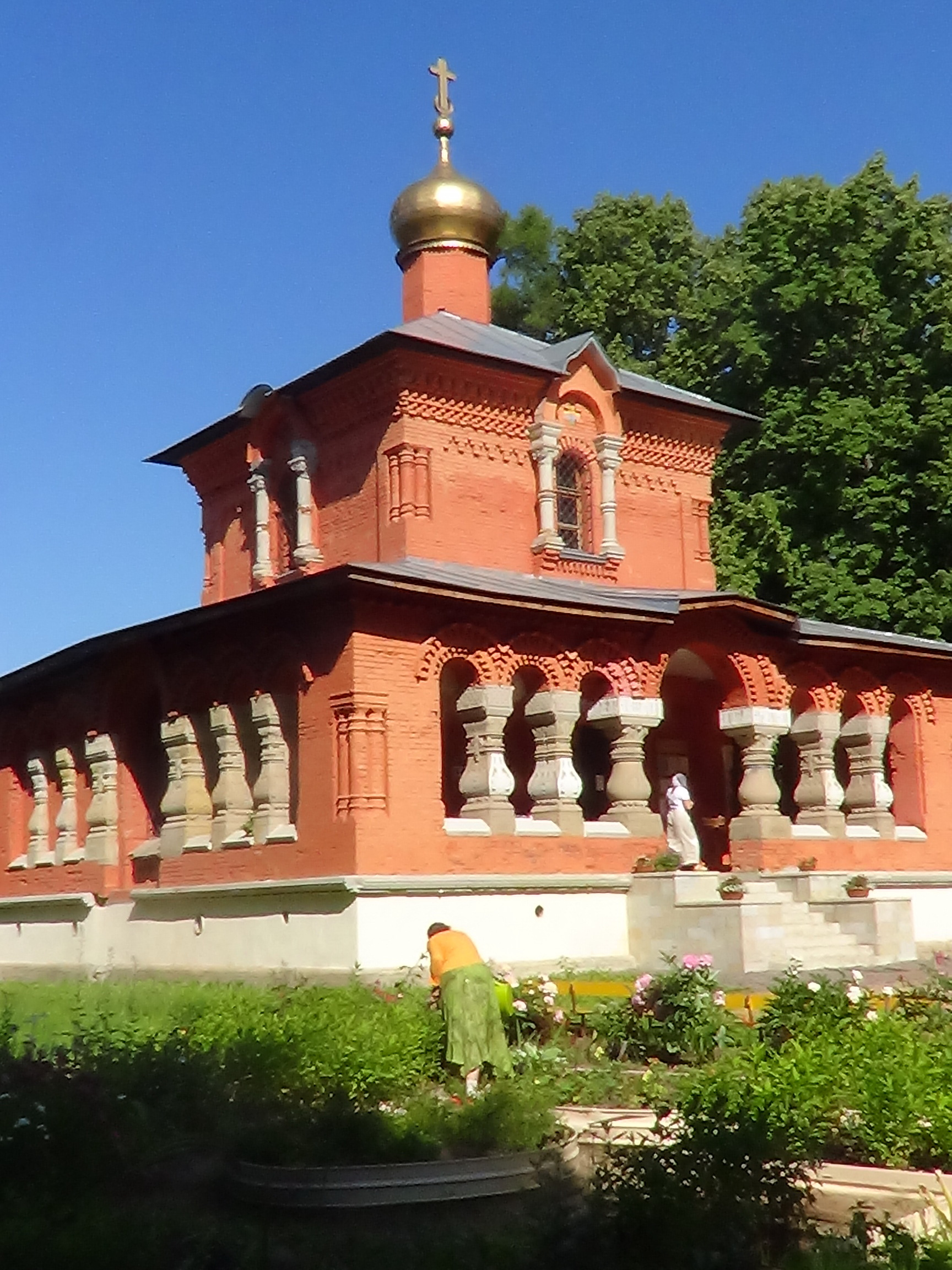
Chiesa di Sant'Olga nella residenza granducale di Michajlovka a Strel'na
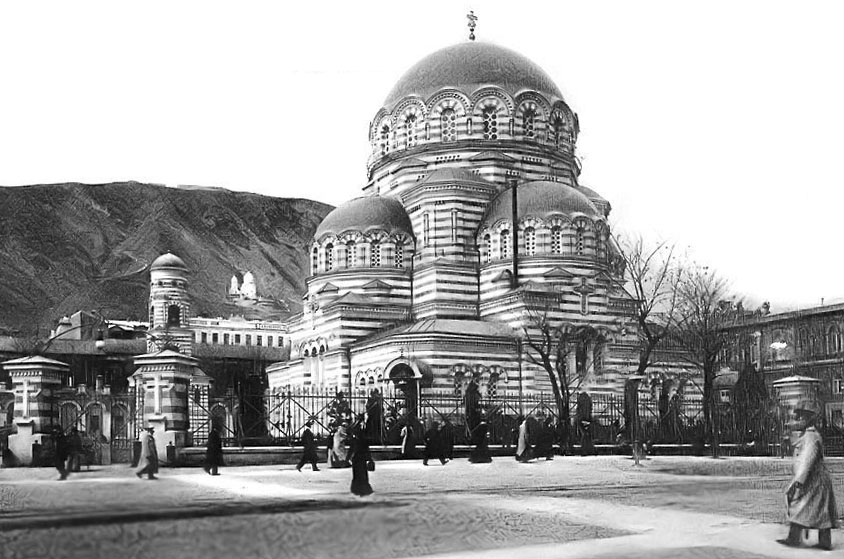
Cattedrale Aleksandr Nevskij, Tbilisi, 1897
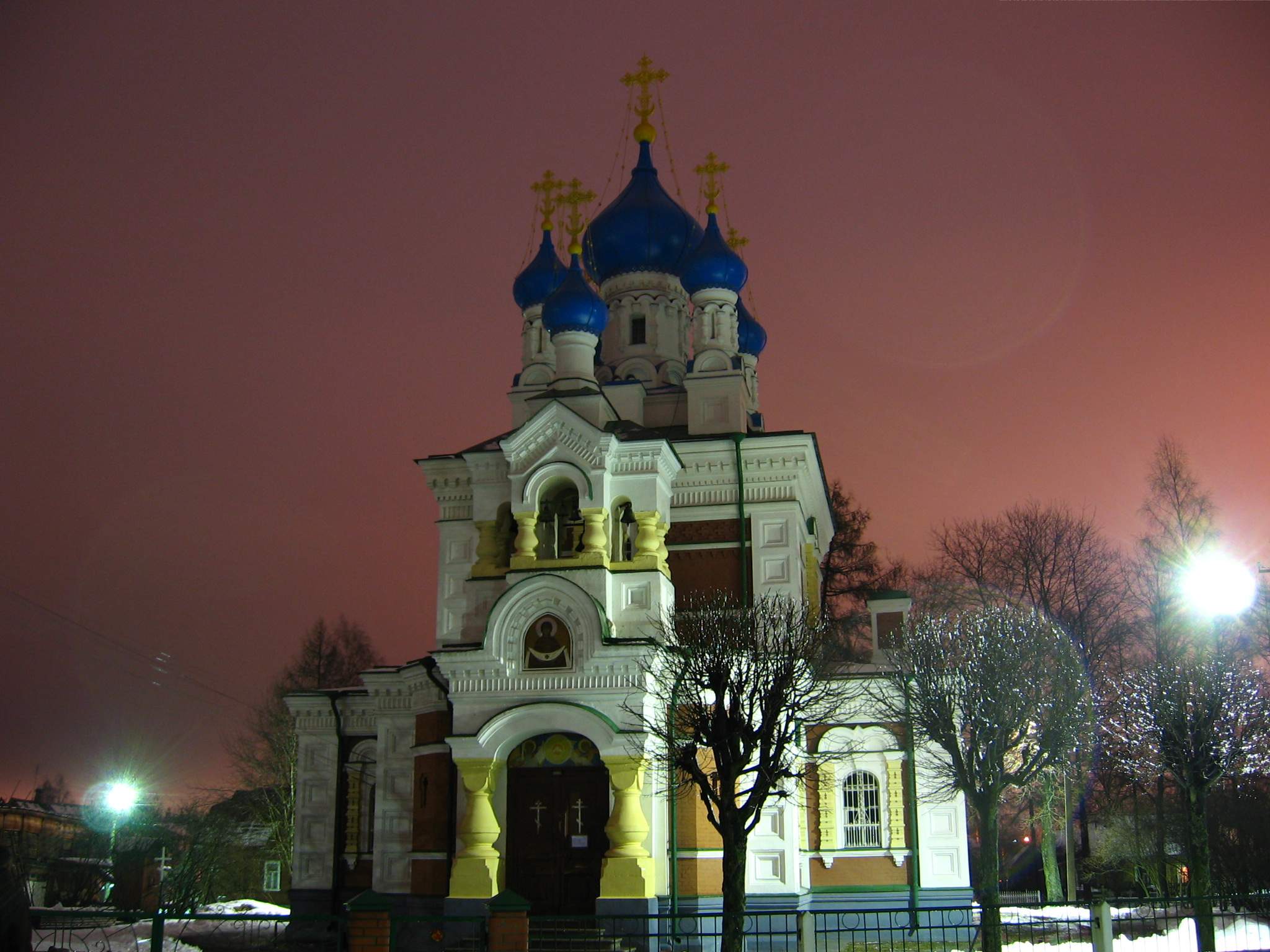
Chiesa della Protezione a Gatčina